# بابلو غالاردو
بابلو غالاردو (بالإسبانية: Pablo Gallardo Zurera)‏ (ولد في 19 فبراير 1986) هو لاعب كرة قدم إسباني يلعب كمدافع.

## روابط خارجية
- بابلو غالاردو على موقع قاعدة بيانات كرة القدم.إي يو (الإنجليزية)
- بابلو غالاردو على موقع Soccerway.com (الإنجليزية)